# Pterocladiella capillacea
Pterocladiella capillacea is een roodwier uit de familie Pterocladiaceae. De soortaanduiding capillacea (haarachtig) is geïnspireerd door de dunne draden van het zeewier, die doen denken aan haar. Het wier komt voornamelijk voor in zeeën met een gematigd zeeklimaat zoals de Middellandse Zee, tot in warme subtropische wateren.